# A Deeper Kind of Slumber
A Deeper Kind of Slumber (с англ. — «Более глубокий вид сна») — пятый студийный альбом шведской метал-группы Tiamat, вышедший 22 апреля 1997 году лейблом Century Media Records.
A Deeper Kind of Slumber, экспериментирующий с различными влияниями, ознаменовал первый полный отказ группы как от дэт-метала, так и от традиционного хэви-метала. Альбом был задуман в домашней студии Эдлунда и спродюсирован Дирком Дрегером; он обнаружил, что Эдлунд переходит в основном на «электронную территорию» и обращается к более личным темам.
Этот альбом стал первым для группы после её переезда в Германию, и почти полностью она была написана основателем и ведущим автором песен Юханом Эдлундом. Бо́льшая часть музыки отразилась на личных отношениях Эдлунда с наркотиками, творческих разногласиях внутри группы, а также на межличностных отношениях.
Несмотря на активное продвижение материала – выход сингла, съёмка первого профессионального клипа группы, и прочное место песни в концертных сетах, сам альбом и публика, и критика приняли прохладно в виду затрагивающих наркоманских тем в текстах и изобилии экспериментов со звуком (в частности использование электронных аранжировок, акустических инструментов и редкого вкрапления жёстких гитар).

## Предыстория альбома
После огромного успеха пластинки Wildhoney — продажи, рейтинги, напряжённые гастроли — в работе Tiamat наступило затишье: в 1996 году группа даёт только ограниченное количество выступлений на летних фестивалях.
После тура в поддержку альбома, Юхан Эдлунд переехал на постоянное жительство в Дортмунд, Германия, где было записано большинство альбомов группы; он также изменил направленность группы, превратив Tiamat в личный рупор и студийное творение и объявив себя единственным официальным участником. Ларс Скольд остался сессионным барабанщиком группы, а Петерссон вернулся в качестве сессионного гитариста; Джонни Хейгел покинул группу, чтобы присоединиться к Cemetary, которая быстро превратилась в Sundown, а басист Cemetary/Sundown Андерс Иверс перешёл в состав Tiamat.
Концепция альбома появилась в период, когда группа полностью отошла от дэт-метала, перейдя от готик-метала с тщательно продуманным инструментарием из предыдущего альбома к медленной форме прогрессив-метала с добавлением синтезаторов. Также присутствуют сходства, например, с электроник-роком Depeche Mode. В отличие от своего предшественника, Tiamat отказываются от какой-либо метал-производства в A Deeper Kind of Slumber и создают мягкую, меланхоличную и психоделическую атмосферу с помощью спокойных звуков. При этом музыку иногда сравнивают с записями Pink Floyd, из которых группа также переняла пение птиц.

## Запись альбома
Альбом A Deeper Kind of Slumber отличается нехарактерной для хэви-метала инструментовкой. В то время как основной состав группы играл на электрогитаре (Томас Петерссон, Юхан Эдлунд), акустической гитаре (Томас Петерссон), электробасе (Андерс Иверс) и ударных (Ларс Скольд), Юхан Эдлунд использовал терменвокс, известный как эфирофон, в дополнение к игре на клавишных.
В качестве приглашённых музыкантов члены немецкой группы The Inchtabokatables играли на струнных инструментах (виолончели и скрипке), а Сами Юли-Сирниё из Финляндии — на ситаре. Набор инструментов дополняли флейта в исполнении Эртугрула Корука и гобой — Анке Эйлхардт. Наряду с вокалистом Эдлундом Биргит Захер (приглашённая вокалистка из Moonspell и Angel Dust) выступала в качестве бэк-вокалистки.
Альбом был записан с января по март 1997 года. В марте 1997-го вышел сингл «Cold Seed» с 3-мя композициями. Это был первый EP группы после «A Winter Shadow» (1990 г.).

## Критический приём
| Оценки критиков | Оценки критиков |
| Источник        | Оценка          |
| --------------- | --------------- |
| AllMusic        | [ 2 ]           |
| Rock Hard       | [ 4 ]           |
| metal.de        | [ 5 ]           |

A Deeper Kind of Slumber повторил успех предшественника в германском чарте, стал 39-м в Швеции, 22-м в Австрии, впоследствии переиздавался на ряде лейблов, в том числе в ремастированном варианте и с добавлением композиций сингла. В немецком журнале Rock Hard Вольфганг Шефер написал, что Tiamat всё же удалось превзойти Wildhoney. Он сравнил пластинку с Depeche Mode и Ником Кейвом, назвав пластинку «новаторской» и «нетрадиционным и смелым шагом». Шефер присвоил альбому высшую оценку в 10 баллов. На сайте metal.de альбом также был отмечен этой высшей оценкой; со слов рецензента единственное описывающее альбом слово — это «другой»: «Он создает звуковые миры, которые полностью вступают в силу после некоторого привыкания». На AllMusic рецензент Стив Хьюи отметил, что альбом ещё дальше уводит Tiamat от традиционного хэви-метала, в аранжировках доминируют синтезаторы, а Юхан Эдлунд полностью отказывается от метал-гроулинга в пользу «неземного напева»; «Хотя это и не очень металлическая музыка, она по-своему довольно тяжёлая, создавая оцепенелую, сонную атмосферу, в которой чувствуется замкнутость и безропотный пессимизм». Хьюи присвоил A Deeper Kind of Slumber четыре звезды из пяти, подытожив, что альбом «возможно, на голову ниже Wildhoney с точки зрения постоянной слушаемости, но Tiamat, безусловно, нельзя обвинить в отказе развиваться или экспериментировать».

## Список композиций
Автор текстов и музыки — Юхан Эдлунд.
| №                   | Название                                            | Длительность |
| ------------------- | --------------------------------------------------- | ------------ |
| 1.                  | «Cold Seed»                                         | 3:51         |
| 2.                  | «Teonanacatl»                                       | 4:17         |
| 3.                  | «Trillion Zillion Centipedes»                       | 1:29         |
| 4.                  | «The Desolate One»                                  | 3:43         |
| 5.                  | «Atlantis as a Lover»                               | 5:27         |
| 6.                  | «Alteration X 10»                                   | 5:09         |
| 7.                  | «Four Leary Biscuits» (Инструментальная композиция) | 4:03         |
| 8.                  | «Only in My Tears It Lasts»                         | 4:47         |
| 9.                  | «The Whores of Babylon»                             | 3:51         |
| 10.                 | «Kite» (Инструментальная композиция)                | 2:03         |
| 11.                 | «Phantasma De Luxe»                                 | 4:57         |
| 12.                 | «Mount Marilyn»                                     | 10:33        |
| 13.                 | «A Deeper Kind of Slumber»                          | 5:47         |
| Общая длительность: | Общая длительность:                                 | 59:57        |

## Участники записи
| Tiamat - Юхан Эдлунд — вокал, гитара, клавишные, терменвокс - Томас Петерссон — гитара - Андерс Иверс — бас-гитара - Ларс Скольд — барабаны Приглашённые музыканты - Биргит Захер — вокал - The Inchtabokatables — виолончель, скрипки - Сами Юли-Сирниё — ситар - Эртугрул Корук — флейта - Анке Эйлхардт — гобой | Производственный персонал - Дирк Дрегер — клавишные, звукоинженер, продюсирование - Сигги Бемм — звукоинженер, сведение, мастеринг - Фабиан Рихтер — арт-директор, художественное оформление - Харальд Хоффманн — фотограф |

## Чарты
| Чарт (1997 г.)                | Позиция |
| ----------------------------- | ------- |
| Швеция (Sverigetopplistan)    | 39      |
| Австрия (Ö3 Austria)          | 22      |
| Германия (Offizielle Top 100) | 29      |